# Kisung
De 1990 à 2008, le Kisung (ou Kiseong) était une compétition de jeu de go en Corée du Sud.

## Organisation
Le Kisung était une compétition de go organisée par la Hanguk Kiwon. Ce tournoi coréen était l'équivalent du Kisei organisé au Japon par la Nihon Ki-in. Le Kisung a été sponsorisé par le journal Se-kye Il-po de 1990 à 2000, puis par Hyundai Motor de 2001 à 2008. Le tournoi a pris fin en 2008.
Une ligue regroupait 8 joueurs qui s'affrontaient pour déterminer le challenger du tenant du titre. Les parties étaient jouées avec un komi de 6.5 points et 4 heures par joueur.
Le vainqueur de la ligue jouait ensuite la finale contre le tenant du titre. Celle-ci se déroulait sur 5 parties, avec un temps de réflexion de 5 heures par joueur, puis un byo-yomi d'une minute. Le gagnant remportait 18 000 000 ₩ ($18 000).